# National Aerospace Development Administration
National Aerospace Development Administration (NADA; 국가우주개발국?, Kukgaujugaebalkuk) è l'agenzia spaziale ufficiale della Corea del Nord, succedendo al Comitato Coreano di Tecnologia Spaziale (KCST). È stata fondata il 1º aprile 2013.
L'attuale base per le attività della NADA è la legge sullo sviluppo spaziale, nel 2013 è stata approvata la 7ª sessione della XII Assemblea popolare suprema. La legge stabilisce i principi nordcoreani di sviluppo pacifico dello spazio determina il rispetto dei principi dell'ideologia di Juche (ideologia nordcoreana) e dell'indipendenza, nonché l'obiettivo di risolvere i problemi scientifici e tecnologici dello spazio per migliorare l'economia, la scienza e tecnologia.
La legge regola anche la posizione della NADA e i principi di notifica, sicurezza, ricerca e possibilmente compensazione in relazione ai lanci via satellite. La legge prevede la cooperazione con le organizzazioni internazionali e altri paesi, il principio di uguaglianza e mutuo vantaggio, il rispetto del diritto internazionale e delle normative internazionali in materia di spazio. La legge si oppone anche alla militarizzazione dello spazio.

## Comitato coreano di tecnologia spaziale

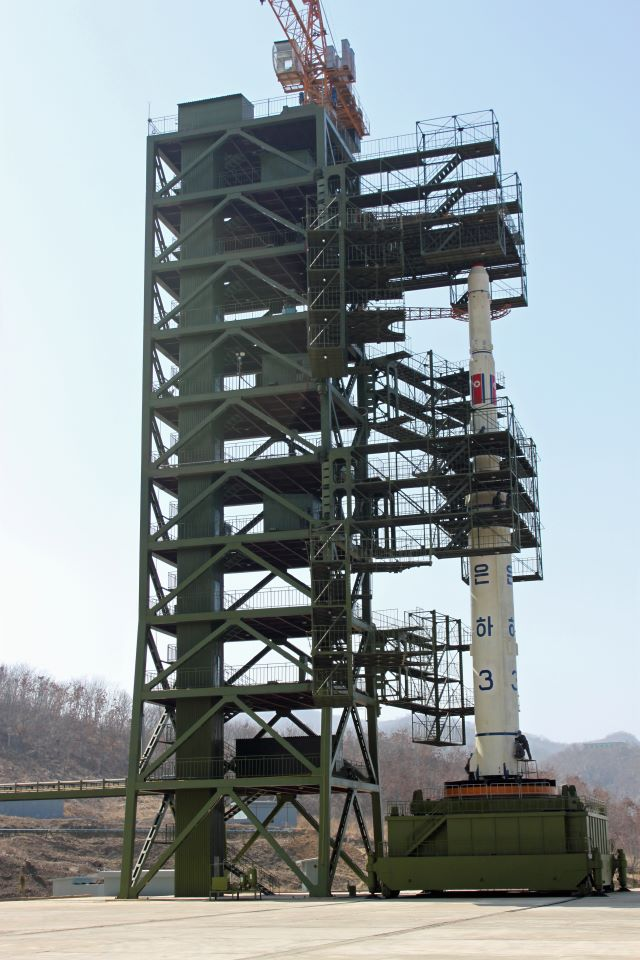
Unha-3 l'8 aprile 2012 a Sohae.

Nel 1980, Il KCST (조선우주공간기술위원회), l’Agenzia spaziale esecutiva della Corea del Nord, iniziò la ricerca e lo sviluppo con l'obiettivo di produrre e posizionare satelliti per comunicazioni, satelliti per l'osservazione della terra e satelliti per l'osservazione meteorologica.

## Regime giuridico internazionale delle attività spaziali della Corea del Nord
Nel 2009, la Corea del Nord ha aderito al Trattato sui principi che regolano le attività degli Stati nell'esplorazione e nell'uso dello spazio profondo, tra cui la Luna e altri corpi celesti, e la Convenzione sulla registrazione degli oggetti lanciata negli oggetti dello spazio esterno.

## Logo
L'emblema della NADA è costituito da un globo blu scuro con la parola Kukgaujugaebalkuk (National Space Development Administration) scritto in coreano, RPDC (Repubblica Popolare Democratica di Corea) in inglese (DPRK) in lettere celesti in alto, la costellazione dell'Orsa Maggiore, NADA in lettere bianche nel mezzo e due anelli blu brillanti che simboleggiano le orbite dei satelliti e l'intenzione di collocarsi su tutte le orbite. Il logo è descritto come rappresentante "carattere, missione, posizione e prospettiva di sviluppo" dell'agenzia. L'Orsa Maggiore vuole simboleggiare e glorificare la Corea del Nord come potenza spaziale.
I media occidentali sottolineano che il logo ricorda il logo della NASA.

## Lanciatori

### Paektusan-1
Il primo lancio orbitale della Corea del Nord. Basato sull'ICBM Moksong-1 noto come Taepodong-1 in Occidente.

### Unha-1, Unha-2, Unha-3 e Kwangmyŏngsŏng (Unha-4)
Progettato per competere con il KSLV della Corea del Sud. L'Unha è una famiglia nordcoreana di missili di supporto non riutilizzabili. Unha-1, Unha-2, Unha-3 e Unha-4 (Kwangmyŏngsŏng) utilizzano parzialmente lo stesso sistema dell'ICBM Moksong-2 (noto come missile balistico a lungo raggio Taepodong-2 in Occidente).

### Unha-9
Progettato per competere con la KSLV-II della Corea del Sud, sarà in grado di collocare 1 tonnellata in GSO. Utilizzano parzialmente lo stesso sistema dell'ICBM Moksong-3 (noto come missile balistico a lungo raggio Taepodong-3 in Occidente).

### Unha con equipaggio
Progettato per competere con la KSLV-III della Corea del Sud, sarà in grado di collocare 8 tonnellate in LEO. Questa versione con equipaggio basata su un Unha-9 con ulteriori booster strap-on raddoppierebbe la spinta al decollo, adatta per posizionare un veicolo spaziale, come il vettore cinese CZ-2F.

### Unha-20
Progettato per competere con la KSLV-IV della Corea del Sud, il futuro Unha-20 sarà in grado di collocare 20 tonnellate in LEO.

### Lanciatore a combustibile solido
Basato sul diametro della rampa di lancio Tonghae Launch Complex 3. Sarebbe stato costruirò costruito ma mai finito, un booster più grande con un diametro di 4,5 m, quindi equivalente al missile a propellente solido iraniano Qaem, il razzo è ancora in attesa del suo lancio inaugurale.

## Programma di esplorazione dello spazio profondo della Corea del Nord
Progettato per competere con il KSLV-IV della Corea del Sud, il futuro Unha-20 sarà in grado di collocare 20 tonnellate in LEO. Sarà utilizzato anche nel Programma di esplorazione dello spazio profondo nordcoreano che include la Luna e Marte.

### Programma di esplorazione lunare della Corea del Nord (Korean: NKLEP)

#### Orbiter lunare nordcoreano
Il giornale sudcoreano Jaju Minbo ha pubblicato un articolo il 23 marzo 2012, secondo cui è probabile che la Corea del Nord lanci un satellite esploratore lunare.

#### Lander lunare nordcoreano
In un'intervista con The Associated Press, un alto funzionario ha dichiarato il 4 agosto 2016 che i nordcoreani inizieranno a progettare orbiter lunare e lander lunare immediatamente dopo il lancio di un satellite di comunicazione GEO come previsto nel Piano quinquennale per lo sviluppo dello spazio. Lo sviluppo e il completamento del motore a razzo Paektusan-1 è stato un evento epocale che ha portato avanti il piano di esplorazione della luna.
La Corea del Nord ha dichiarato la sua ambizione di far atterrare una sonda sulla Luna.

#### Missione nordcoreana di campionamento lunare
la terza fase dell'NKLEP dopo l'orbita e l'atterraggio sarebbe quella di riportare dei campioni di roccia sulla Terra con una sonda robotizzata. Già illustrato nel Pyongyang Science-Technology Complex del 2015, la missione verrà Lanciata con un potente booster Unha-20 in grado di lanciare 5t verso la luna dopo il 2026. L’atterraggio della capsula di ritorno avverrà nell'Oceano Pacifico.

### Programma di esplorazione di Marte della Corea del Nord (NKMEP)
Hyon Kwang Il, direttore del dipartimento di ricerca scientifica della National Aerospace Development Administration della Corea del Nord, ha affermato che la Corea del Nord intende "fare voli spaziali con equipaggio ed esperimenti scientifici nello spazio, fare un volo verso la luna e un'esplorazione lunare e anche esplorazione su altri pianeti ".

## Progetti futuri
Nel 2016, Hyon Kwang Il, direttore del dipartimento di ricerca scientifica della NADA, ha dichiarato di aver pianificato di lanciare più satelliti prima del 2020, incluso un satellite geostazionario. Ha anche detto che sperava che avrebbero "piantato la bandiera della Corea del Nord sulla Luna" entro 10 anni.
Nel 2017, i funzionari della NADA hanno presentato due proposte per i prossimi satelliti. Uno dei quali è un satellite di esplorazione remota della Terra con un peso di oltre 100   kg con una risoluzione spaziale di diversi metri. Il secondo è un satellite con un'orbita geostazionaria per la comunicazione con un peso stimato di almeno 1 tonnellata. Vari media hanno riferito che la Corea del Nord stava completando uno dei due satelliti, soprannominato "Kwangmyongsong-5", tuttavia la data di lancio prevista non è ancora stata determinata.